# IMG Academy Bradenton
IMG Academy Bradenton é uma agremiação esportiva da cidade de Bradenton, Flórida.  Atualmente disputa a Premier Development League. O clube pertence a IMG Academy, um internato e academia fundado em 1978 voltado a prática esportiva.

## História
Fundado como Bradenton Academics em 1998 pela IMG Academy, o IMG Academy Bradenton disputa desde então a Premier Development League. O clube disputou a Lamar Hunt U.S. Open Cup duas vezes, em 2003 e 2008.

## Estatísticas

### Participações
|  | Participações em 2017 |

| Competição     | Competição               | Temporadas | Melhor campanha     | Estreia | Última | P | R |
| Estados Unidos | Lamar Hunt U.S. Open Cup | 2          | Segunda Fase (2003) | 2003    | 2008   |   | – |